# Козацьке (Білгород-Дністровський район)
Коза́цьке (вимоваⓘ; в минулому — Кизил Пунар та Гура Роша) — село Старокозацької сільської громади Білгород-Дністровського району Одеської області в Україні. Населення становить 1400 осіб.

## Розташування
Розташовано в км на південь від кордону з Молдовою. В 5 км на схід від Козацького знаходиться Дністровський лиман. Найближчі населені пункти: села Удобне, Красна Коса, Старокозаче.
Відстань до районного центру становить 28 км, до обласного центу 53 км.

## Історія

### Перші відомості та історія заселення села
Точні відомості про заснування поселення не відомі. Проте вже 1774 року картограф Річчі Занноні позначив це поселення на своїй карті «Carte de la partie septentrionale de l'empire otoman» як Kizil Punar, тобто «Червоний Колодязь» мовою кримських татар, які його населяли. 1806 року, після захоплення регіону Російською імперією, більшість мешканців була вимушена залишити село. Як результат, відповідно до статистичних даних 1827 року, село вже було перейменоване в Гура Роша та мало значно інший етнічний склад.
Історія села Козацьке тісно пов'язана з історією освоєння Бессарабії Російською імперією. Наприкінці XVIII століття самодержавний уряд Росії прагнучи утвердження на Північному Причорномор'ї, проводить ряд заходів, які направлені були на узаконення українських земель.
На початку XIX століття Росія відвойовує у Османської імперії Нижнє Подунавьє. 1803 року взята фортеця — Ізмаїл. За Бухарестським мирним договором Бессарабія відходить до Російської імперії, яку було поділено на три повіти — Ізмаїльський. Аккерманський, Хотинський.
Для історичного укріплення на нових землях уряд Росії заселяє його слов'яномовним населенням, а також сприяє заселенню іншими народами, підданими царській Росії. Саме для цього влада крізь пальці дивиться на переселення до «вільного краю» втікачів-кріпаків із українських та російських губерній. Даруються землі іноземним колоністам, зокрема — німецьким.
Ліквідувавши Гетьманщину та зруйнувавши Запорізьку Січ, російський уряд позбавляє «прав і вольностей» козаків, оголошуючи їх підданими царя. Впроваджується русифікація, яка суперечила традиційному укладу життя українських козаків. Саме це, стало головною причиною переселення козаків у ці краї. Поселяючись на нових землях, вони продовжують дотримуватись традицій українського козацтва в релігії, у побуті, у сімейному житті, у поселеннях.
Наприкінці XVIII століття в долині річки Алкалія виникає козацьке поселення — Станиця Козача. Дуже швидко, завдяки інтенсивному переселенню, вона зростає, займаючи все більше земель.
У традиціях козацького життя була одна дуже цікава традиція: молодий парубок — козак, одружившись, обов'язково повинен був покинути батьківський дім і разом з молодою дружиною — козачкою переселитися поодаль, там збудувати курінь-будинок і обробляти землю або займатися ремеслом. Це стає життєвою необхідністю.
Саме молоді сім'ї, вихідці зі Станиці Козачої і стали першими поселенцями в долині річки Байказія нашого села, назва якого сама по собі відображала те, хто тут проживав — козаки — Козацьке.
Головним заняттям перших поселенців було землеробство, скотарство і рибальство.
Перші відомості про наше село, які збереглися в архівах, датуються 1808 роком, це відомості з церковної книги про здійснення православних обрядів. Перша церква збудована була на південному пагорбі правого берега річки Байказія. Вона була з саману, а тому підмивання її потоками води змусили поселенців збудувати нову церкву вже з каменю-ракушняку на лівому березі річки, менш похилому.
Включення Молдавського князівства до складу Російської імперії сприяло заселенню молдован, які дуже швидко стають більшістю населення села. Звичайно, що змінюються традиції, рід занять, єдино незмінною залишилася релігія — православне християнство. Про козацькі традиції поступово забувають, втрачаються суто козацькі промисли, які замінюються загальнонаціональними видами господарства. Асиміляція сприяла різнобарвному колориту.

### Розвиток в XIX— на початку XX століть

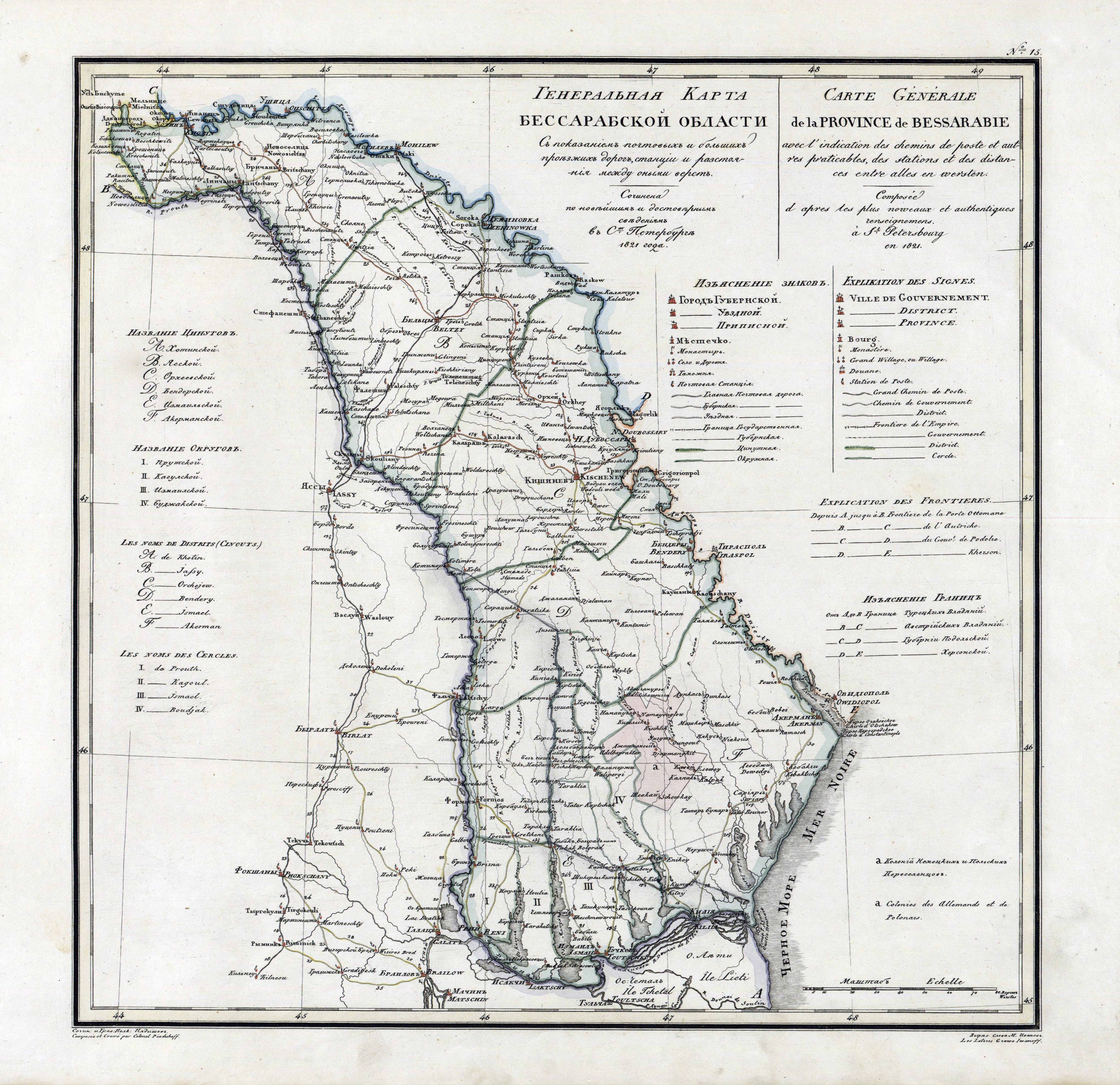
Село Рошія на карті Бессарабської області 1821 року

Комплекс реформ середини XIX століття, які проводяться в Російській імперії царем Олександром II, сприяв розвитку нашого краю і зокрема села. Відміна кріпосного права зняла побоювання місцевого населення бути повернутими в кріпаки. Земська реформа дала можливість утворенню в селі сільської громади з місцевим самоуправлінням. Адміністративно-територіальна реформа започаткувала поділ Російської імперії на губернії, губернії поділялися на повіти, повіти — на волості. За цим поділом ми відносилися до Бессрабської губернії Аккерманського повіту Паланського волості. Саме в ході цієї реформи класифікуються населенні пункти з наданням назв.
Переважна більшість населення села були молдавани, а тому надання назви села походило від них. Південний схил правого берега річки Байказія був крутим з дуже глибокими балками і ярами, звідки виднілася червона глина, яка була на поверхні. З північного схилу цей пейзаж був схожий на червоний рот, що на молдавській мові — Гура Роша. Із середини 60-х років XIX століття офіційною назвою села була — Гура Роша (до 1948 року).

Згадки про село Гура Роша зустрічаються в різноманітних джерелах XIX сторіччя. Так, в «Описании Бессарабской области» надвірного радника П. П. Свіньїна 1816 року вказується, що «Лиман Дністровський має свій початок верстах у 30 вище Аккерману, неподалік від поселення, Роші називаємого». В описі П. Крушевана «Бессарабія» 1903 року зазначається:
…на північний захід від Аккерману йде поштовий шлях на Н. Каушани і далі на Бендери. Верстах в 30-ти від міста, неподалік від поштового шляху, лежить село Гура Роша (мешканців біля 2 тисяч чоловік), на місці якої раніше знаходилось татарське село.
За спогадами І. П. Ліпранді, який супроводжував О. С. Пушкіна в його подорожі по Бессарабії, 15 грудня 1821 року письменник на шляху з Каушан до Аккерману проїхав поштові станції Талмаз, Оланешти, Гура Роша.
У дослідженні «Придунайський край — територія відновлення державотворчих традицій українського козацтва наприкінці XVIII—XIX століттях» є згадка, що коли «у вересні 1834 року між мешканців Татарбунарської волості поширились чутки, що „нібито на прийняття казенних поселян у козацьке звання надійшов від вищого начальства наказ“. Селяни почали натовпами з'являтися до командирів Дунайських полків з вимогами записати їх до козаків і виключити з податного реєстру». На 1835 рік підключилися до них мешканці багатьох сіл Аккерманського повіту, у тому числі Тудорово, Коркмази, Гура Роша, Каплани, Молдавка, Карагасани, Ганкишла, Слободзея-Гасени, Раскайци.
У селі, займаючись господарством, поруч проживали люди різних національностей. Найпоширенішими прізвищами в селі були родини: Долготерів, Меріакре, Константанові, Шокоти, Цуркани, Криворученки, Бурдюжі, Тимофєєві, Царани, Гуцули.
У дослідженні Бачинської О. А. «Взаємовпливи в культурі та побуті українців та представників інших національностей Придунайських земель (XVIII—XX ст.)» зазначається спільність соціально-економічного стану й єдність релігії мали вирішальне значення при становленні сімейних стосунків між представниками різних національних груп. Внаслідок різних обставин у селах регіону відбувався процес поступового переселення різних національних груп з одних сіл в інші. Це створювало можливості передачі характерних традицій українського життя, козацьких звичаїв, досвіду найраціональнішого ведення господарства. Зазначене підґрунтя помітно впливало на виникнення спільних традицій усіх національних груп і створювало сприятливі умови для постійних контактів.
За архівними даними, наведеними в досліджені Бачинської О. А., переважна більшість українського населення Придунайських земель сповідувала православ'я — 98 %, інші були старовірами, римсько-католиками, протестантами, що також сприяло міжнаціональним контактам і в той самий час дозволяло зберігати власні традиції. Так, священик села Гура-Роша писав, що початкові знання віри помітні лише у парафіян українців, але молдавське населення, дивлячись на них, потроху переймало ці знання. Крім того, кожного року два-три українці з цього села… ходили на поклоніння святим мощам до Києва.
Духовна складова в житті мешканців поселення Гура Роша завжди займала провідну роль. На основі даних церковних джерел можна зробити висновок, що на початку XIX століття в селі успішно функціонував один із найрозвинутіших волосних церковних приходів. Так, за даними офіційного сайту Відділу релігійної освіти, катехізації і місіонерства Одеської єпархії Української православної церкви Московського патріархату, заснований у 1827 році приход села Руська Іванівка був приписаний саме до приходу села Гура Роша і до 1936 року успішно функціонував у його складі. Цікавий той факт, що до того часу 20 лютого 1807 року вже була заснована станиця Козача Усть-Дунайського козацького війська (нині — село Старокозаче), у якій 30 вересня 1808 року був відкритий власний приход. Цей факт, свідчить про те, що, не звертаючи уваги на географічну близькість до приходу станиці Козачої (в подальшому волосного села Старокозаче), приход у селі Гура Роша володів більш глибокими православними традиціями. Ймовірно, що значний вплив на розвиток села Гура Роша оказувала діюча на той момент православна церква, тоді як у селі Старокозаче церква була закладена лише в 1833 році, а освячена 11 роками пізніше. Ще одним доказом давно усталених православних традицій приходу села Козацьке слугує інформація про входження приходу села Семени (нині — село Семенівка) до складу приходу Свято-Михайловської церкви в селі Гура Роша.
Село Гура Роша протягом XIX століття набувало все більшого розвитку. Так, за даними опису «Бессарабская область. Список населенных мест по свединиям 1859 года» (Санкт-Петербург, 1861 рік) в казеному селі Гура Роша Аккерманського повіту Бессарабської області мешкало 896 осіб (474 чоловічої статі та 422 — жіночої), налічувалось 124 дворових господарства, існувала православна церква.
Станом на 1886 рік за даними дослідження «Волости и важнейшие селения Европейской России. Выпуск VIII» (Санкт-Петербург, 1886 рік) у колишньому державному селі при балці Роша Паланської волості мешкало 929 осіб, налічувалось 203 дворових господарства, існували православна церква, школа, етапне приміщення, 4 гончарних заводи. При чому, село Гура Роша по чисельності мешканців займало третє місце в волості після населених пунктів Олонешти (1646 осіб) та Тудорове (946 осіб) та третє місце за кількістю дворів після населених пунктів Олонешти (314 дворів) та Каркмаз (210 дворів), перевищуючи кількість населення і дворів у волосному селі Паланка (656 осіб та 152 двора).
За даними першого загального перепису Російської Імперії 1897 року «Населенные места Российской Империи в 500 и более жителей… по данным первой всеобщей переписи 1897 года» (Санкт-Петербург, 1905 рік) кількість мешканців села Гура Роша зросла до 1984 осіб (1020 чоловічої статі та 964 — жіночої), з яких 1943 — православної віри.
За даними дослідження В. Н. Бутовича «Материалы для этнографической карты Бессарабской губернии. Подробная информация о численности населения уездов, волостей и каждого населенного пункту (на 1907 год)», надрукованом у в Києві в 1916 році в с. Гура Роша Паланської волості Аккерманського повіту Бессарабської губернії станом на 1907 рік мешкало 1060 малоросов та 1350 молдован. Варто зауважити, що в зазначеному досліджені в складі Паланської волості є згадка про населений пункт Рошканська Коса, у якому проживають 260 малоросів. Назва зазначеного населеного пункту (нині село Красна Коса) «Рошканська» дає змогу припустити його заснування вихідцями з села Гура Роша.
Початок XX століття своїми революційними потрясіннями приніс нелегкі випробування жителям села. В Першу Світову війну було призвано до лав армії чимало наших односельчан, значна частина яких не повернулася. Сім'ї залишилися без годувальників. Всі тяготи важкої праці лягли на плечі жінок, дітей, інвалідів, людей похилого віку.

### Революційні події 1917р.
Події революції 1917 року жителями села були сприйняті, як надії на покращення долі. Повалення царя і обіцянки більшовиків вселяли в свідомість селян сподівання бути господарями на землі. Але сепаративні мирні договори, які укладалися більшовиками і мали на меті досягнення «світлого майбутнього», фактично не виконувалися, проводилася торгівля землею разом з мільйонами людей, які на ній проживали. Ідеї української революції в наших краях не підтримувалися, виходячи з національного складу населення.
У листопаді 1917 року в Бессарабії утворюється парламентський орган під назвою «Стафул Церій» («Крайова Рада»), який проголосив Бессарабію «Молдавською Народною Республікою». Згодом «Стафул Церій» запросив у Бессарабію румунські війська.

### Період румунської окупації
3 березня 1918 року територію Бессарабії скуповують війська буржуазно-поміщицької Румунії. На початку квітня 1918 року було проголошено об'єднання Бессарабії з Румунією. У наше село на довгих 22 роки приходить румунська влада, про жорстокість якої, тортури та несправедливість добре пам'ятають старійшини села, не зі слів, а відчувши все це на собі. Період румунської окупації відносять до періоду економічної, політичної та соціальної кризи. Слов'яномовне населення примусово ставали румуномовними. за незнання румунської мови звільняли з роботи, не приймали на роботу, офіційні звернення подавали тільки румунською мовою. Політичні права обмежувалися участю у виборах, які проводилися за диктованим «зверху» сценарієм.
Поміщицьке землеволодіння румунів перетворило селян на батраків, які не мали ніякої можливості на придбання власної ділянки землі. Сезонний та поденний найм були основним джерелом доходів наших односільчан у той час.
28 червня 1940 року в результаті радянсько-німецького «Договору про взаємоненапад» та таємних протоколів, які підписані були 23 серпня 1939 року, Бессарабія ввійшла до складу Української РСР. Починається процес радянізації-націоналізація та колективізація. Жителі села по-різному сприйняли радянську владу: заможні селяни природно стали її противниками, адже їм необхідно було віддати до артілі все, що вони заробили тяжкою працею. Безземельні селяни в новій владі шукали порятунку від злиднів. Але всі плани радянської влади були зламані початком Німецько-радянської війни. Бессарабія була окупована в перші ж дні війни.
Румунія була союзником нацистської Німеччини і тому вступила у війну на її стороні, сподіваючись повернути назад втрачені в 1940 році території. Більшість колишніх поміщиків повертаються назад, поновлюючи собі права на землі, будинки, установи, владу.
172 наших односельчани пішли добровольцями до Червоної Армії. Для жителів села, які залишилися в окупації, знову настають жахливі часи румунської влади.
У період Другої Світової війни безпосередньо в кровопролитних боях брало участь 225 жителів села, із них 114 загинули смертю хоробрих, 111 фронтовиків нагороджені орденами та медалями СРСР. Під час окупації села нацисти розстріляли багато активістів: Г. Н. Чумакова з сестрою, сім'ї С. І. Константинова і вчителя В. І. Устияна. Колгоспне майно було розграбовано, частково вивезено до Румунії.

### Інформація про учасників бойових дій
|  |  |  |  |

|  |  |  |  |

|  |  |  |  |

|  |  |

### Звільнення Бессарабії від окупантів і післявоєнний розвиток
Довгоочікуване визволення настало 23 серпня 1944 року. У результаті успішно проведеної Червоною Армією «Ясько-Кишинівської операції» було визволено Бессарабію. Розрухи, нестача тягової сили, знарядь праці, людей — ось з чого починали післявоєнну відбудову. У селі створюються дві сільгоспартілі, кордоном яких була центральна вулиця з півночі на південь. Західна частина села — з молдавсько мовним населенням та східна — з слов'яномовним населенням.
Серйозним випробовуванням для жителів села був голод 1946—1947 років. Спасінням для більшості мешканців села була благополучніша, у плані забезпечення продуктами харчування, Західна Україна.
Нестача кваліфікованих кадрів, низький рівень грамотності жителів села, сприяли відкриттю в селі школи. Існуюча в період окупації румунська школа була з суворими дисциплінарними порядками, але рівень освіти 4-х-літньої школи був низьким. В 1946 році в селі відкривається початкова, а в 1948 році — семирічна школа. Для роботи в ній у село приїздять кваліфіковані вчителі: Павло Герасимович та Олександра Іванівна Солоненки, Кирило Олександрович та Васса Яківна Яковчуки, Семен Мойсейович та Клавдія Василівна Кобилянські, Марія Володимирівна Вострікова, Лідія Василівна Рябченко, Марія Максимівна Кисла, Неоніла Степанівна Скутельник, які весь свій трудовий стаж, а дехто і все своє життя пропрацювали і прожили в нашому селі, якому в 1948 році повернули його історичну назву — Козацьке.
В 1948 році існуючі дві сільгоспартілі об'єднуються в одну — імені Молотова.
В адміністративному поділі наше село відносилося до Старокозацького району Ізмаїльської області.
В 1957 році «політика укрупнення» призвела до реорганізації. До колгоспу приєднують землі колгоспу імені Ворошилова, село Зеленівка; до сільської ради — село Красна Коса, заснування якого пов'язане з вихідцями з Козацького. Об'єднуються два райони — Старокозацький і Лиманський у Білгород-Дністровський район. Ізмаїльська область приєднується до Одеської.

### Розвиток у 60-ті роки XXст.
Найпотужнішого розвитку наше село набуває в період 50—60-х років XX ст. Значний внесок здійснив голова колгоспу Федір Петрович Міщенко (колгосп вже називався «Україна»), який був нагороджений «Орденом Леніна» та на честь якого названа центральна вулиця села. Порядний, добротний господар організував і керував будівництвом Будинком Культури(1963 р.), середньої школи(1965 р.), дороги, що з'єднувала село з автодорогою Білгород-Дністровський — Кишинів, дитячого садка(1969 р.), інших споруд. Паралельно будується ціла низка господарських об'єктів що дала колгоспу стати мільйонером.
В 1960 році в селі відкривається середня школа, яка в 1965 році переїздить до нової будівлі. За майже 45 річну свою історію школа випустила 29 золотих і срібних медалістів.
1. Малінська Валентина Парфентіївна — в 1960 р. нагороджена срібною медаллю.
2. Мирза Віра Михайлівна — в 1960 р. нагороджена срібною медаллю.
3. Михальчук Омелян Якович — в 1961 р. нагороджений золотою медаллю.
4. Шановський Анатолій Максимович — в 1963 р. нагороджений срібною медаллю.
5. Пасніченко Юлія Василівна — в 1966 р. нагороджена срібною медаллю.
6. Ботезат Семен Порфирович — в 1966 р. нагороджений срібною медаллю.
7. Яценко Валентина Григорівна — в 1966 р. нагороджена золотою медаллю.
8. Александров Петро Зосимович — в 1966 р. нагороджений срібною медаллю.
9. Михальчук Стапан Якович — в 1966 р. нагороджений срібною медаллю.
10. Димитрашко Олександра Захарівна — в 1967 р. нагороджена срібною медаллю.
11. Сирбул Раїса Остапівна — в 1967 р. нагороджена срібною медаллю.
12. Кисла Антоніна Петрівна — в 1981 р. нагороджена золотою медаллю.
13. Щербина Володимир Павлович — в 1985 р. нагороджений золотою медаллю.
14. Гратій Сергій Іванович — в 1991 р. нагороджений срібною медаллю.
15. Довганюк Леся Іванівна — в 1997 р. нагороджена срібною медаллю.
16. Ботезат Тетяна Андріївна — в 1999 р. нагороджена золотою медаллю.
17. Гратій Дмитро Іванович — в 1999 р. нагороджений срібною медаллю.
18. Запша Наталя Сергіївна — в 1999 р. нагороджена срібною медаллю.
19. Овсянников Дмитро Юрійович — в 2003 р. нагороджений срібною медаллю.
20. Кушніренко Валерій Михайлович — в 2003 р. нагороджений срібною медаллю.
21. Катан Альона Олександрівна — в 2004 р. нагороджена золотою медаллю.
22. Скутельник Олександр Тимофійович — в 2004 р. нагороджений золотою медаллю.
23. Чебан Олександр Якович — в 2006 р. нагороджений золотою медаллю.
24. Іванов Олександр Олександрович — в 2006 р. нагороджений золотою медаллю.
25. Халахурда Вадим В'ячеславович — в 2007 р. нагороджений срібною медаллю.
26. Катан Віталій Олександрович — в 2011 р. нагороджений золотою медаллю.
27. Біла Христина Станіславівна — в 2012 р. нагороджена золотою медаллю.
28. Минаскурта Світлана Вікторівна — в 2012 р. нагороджена золотою медаллю.
29. Хворостецька Анастасія Вікторівна — в 2012 р. нагороджена золотою медаллю.

## Населення
Згідно з переписом 1989 року населення села становило 1606 осіб, з яких 735 чоловіків та 871 жінка.
За переписом населення 2001 року в селі мешкало 1535 осіб.

### Мова
Розподіл населення за рідною мовою за даними перепису 2001 року:
| Мова       | Відсоток |
| ---------- | -------- |
| українська | 85,29 %  |
| румунська  | 11,03 %  |
| російська  | 3,1 %    |
| болгарська | 0,26 %   |
| гагаузька  | 0,06 %   |
| польська   | 0,06 %   |
| циганська  | 0,06 %   |

## Уродженці села
Даніїл Шехтер (ідиш דניאל שעכטער — Доніел Ше́хтер, рум. Daniel Şehter — Даніе́л Ше́хтер (06.01.1904 року народився в селі Гура Роша, Аккерманського повіту, Бессарабської губернії — 03.06.1991 року помер у місті Кишинеу) — молдавський радянський письменник єврейського походження. Писав молдавською, румунською мовою та на ідиш.
Даниїл Абрамович народився в бессарабському селі Гура Роша біля Дністровського лиману, куди незадовго до того переселилась його мати Шейва Шехтер. Виріс у Галаці, де отримав початкову освіту в хедері, далі займався самоосвітою. Брав участь у підпільному революційному русі в Бессарабії, у Татарбунарському повстанні, був заарештований за розповсюдження забороненної літератури і ув'язнений ц в'язницю Дофтана; в 1929 році знаходився в ув'язнені в Кишинеу. У роки Німецько-радянської війни воював на фронті, інвалід війни. В 1944 році брав участь у відновленні 1-ї Образцової типографії в Москві, у наступному році був переведений до Кишинеу, де працював на Поліграфкомбінаті. В 1955—1986 роках — співробітник видавництва «Картя молдовеняскэ», потім «Литература артистикэ».
Даніїл Абрамович публікуватись розпочав у довоєнної Бессарабії на румунській мові. Перша збірка розповідей «Мэртурие» (Свідоцтво) вйшов в 1963 році, потім опубліковано ще 6 книг молдавською. Ряд творів перекладено російською мовою. На початку 1980-х років розпочав публікуватись на ідиші в московському журналі «Советиш геймланд», у тому числі була опублікована повість «Історія Джуліо Семо» (1989), «Нові розповіді» (1991), «Незнайомка», інші розповіді, критичні замітки.
Останні твори про Іцика Мангер та спогади про рідне село Гура Роша було опубліковано посмертно в нью-йоркській газеті на ідиш «Форвертс» (2013) (підготовка тексту Мойше Лемстера).
Даніїл Абрамович був Членом Союзу журналістів і Союзу письменників Молдавської РСР (з 1976 року).
Твори: Молдавською:
- Мэртурие (Сідоцтво, очерки и розповіді). Кишинеу: Картя Молдовеняскэ, 1963.
- Локул и колоанэ (Місце в строю). Кишинеу: Картя Молдовеняскэ, 1966.
- Меседжер ал револуцией (Посланець революції). Кишинеу: Картя Молдовеняскэ, 1968.
- Ынтылнирь (Зустрічі, розповіді). Кишинеу: Картя Молдовеняскэ, 1970.
- Повестирь (Розповіді). Кишинеу: Картя Молдовеняскэ, 1974.
- Паший (Кроки, розповіді). Ілюстрації Едуарда Майденберга. Кишинеу: Литература артистикэ, 1980.
- Scrum fierbinte: Evocări, schiţe, povestiri. Кишинеу: Литература артистикэ, 1990.

У перекладі російською мовою:
- Шабская легенда (рассказы). Кишинеу: Картя Молдовеняскэ, 1971.
- Горячий пепел (рассказы и очерки). Пер. С. И. Молдован и др. Кишинеу: Литература Артистикэ, 1978 и 1990.
- Под созвездием Стрельца (рассказы, двуязычное издание). Художник Эдуард Майденберг. Предисловие А. Козмеску. Пер. С. И. Молдован и др. Кишинеу: Литература Артистикэ, 1984.

Мартирій Андрійович Галин (1858 с. Гура Роша (тепер Козацьке)— † 1943) — лікар-хірург, доктор медицини (1888), один із засновників Українського наукового товариства та голова його природничо-лікарської, а згодом — медичної секції, голова термінологічної комісії, автор перших наукових хірургічних праць, опублікованих українською мовою, та перших українських словників медичної термінології.
Народився Мартирій Андрійович Галин (до 1920 р. підписувався як «Галін») 14 квітня 1858 р. в сім'ї православного священика. В 1882 р. закінчив курс у Новоросійському університеті і був удостоєний ступеня «кандидат природничих наук». Був також підданий скороченому випробуванню на фізико-математичному факультеті того ж навчального закладу, після якого отримав звання учителя гімназії з правом викладання хімії і природничих наук.
Казенокоштним студентом, як стипендіат морського відомства, поступив до Імператорської військово-медичної академії, яку успішно закінчив у 1886 р. За час навчання виконав дві роботи: «Качественное и количественое определение пищи, употребляемой крестьянами сел: Гура Роши и Староказачьего Аккерманского уезда, Бессарабской губернии» і «О всасивании грануляционніми поверхностями» удостоєні конференцією академії золотими медалями у 1885 р. За використання стипендії від морського відомства, під час навчання в академії, зобов'язаний був відслужити 4 роки і 9 місяців.
30 листопада 1886 Найвищим наказом за № 51 М. А. Галин був визначений на службу в Чернігівський 29-й піхотний полк молодшим лікарем, проте, 13 грудня 1886 р., так і не відправившись на визначине місце служби, був переведений головним військово-медичним інспектором у Тираспольський 131-й піхотний полк, розташований у Києві, куди прибув 14 березня 1887 р. За розпорядженням корпусного лікаря 42-го армійського корпусу 8 вересня 1887 р. направлений для несення служби в Київський військовий госпіталь.
23 листопада 1888 р. на засіданні медичного факультету Університету Святого Володимира М. А. Галин захистив докторську дисертацію на тему: «К вопросу о всасивании и о путях всасивания грануляционными поверхностями». Клінічна частина роботи була виконана в клініці професора С. П. Коломніна у Військово-медичній академії, друга частина експериментів на собаках проводилась автором у лабораторії професора Н. А. Хржонщевського в Університеті Святого Володимира.
З 21 вересня 1888 р. по 23 березня 1890 р. Мартирій Андрійович був направлений до Київського військового госпіталю, а пізніше, за розпорядженням Київського окружного військово-медичного інспектора, — до Київського Володимирського кадетського корпусу для несення служби молодшим лікарем корпусу.
13 січня 1891 р. затверджений у чині Колезького асесора. 7 лютого 1893 р. переведений у Надвірні радники.
28 листопада 1896 р. М. А. Галин призначений старшим ординатором Київського військового госпіталю. У цьому ж році підвищений у чині у колезькі радники.
У вересні 1899 р. був відряджений за казенний кошт з метою «высшего научного образования» в Німеччину і Францію на один рік.
Наступним важливим етапом, стало його відрядження на Далекий Схід та участі в медичному забезпеченні експедиційних військ Російської імперії при придушені«боксерського» повстання в Китаї. 6 серпня 1900 р. Найвищим наказом Мартртирій Андрійович був назначений корпусним лікарем 1-го Сибірського армійського корпусу і залишений на посаді консультанта Київського військового госпіталю. 25 вересня наказом командувача Квантунської області і морськими силами Тихого океану був зачислений у штат польового військово-медичного управління на посаді головного хірурга.
Після придушення повстання в Китаї повернувся додому. За відзнаки «в делах против китайцев» 17 березня 1901 р. нагороджений орденом святого Станіслава 2-го ступеню і срібною медаллю «За поход у Китай».
В 1903 р. М. А. Галин призначений виконуючим обов'язоки Головного лікаря Київського військового госпіталю. Однак, лише 29 травня 1911 р. був прийнятий на посаду Головного лікаря Київського військового госпіталю. Таке тривале зволікання з призначенням на Головну посаду в той преіод легко пояснюється несприйняттям його громадської позиції, яка полягала у майже неприхованій підтримці всіх патріотично налаштованих українських організацій, а пізніше — безпосередній участі в їх діяльності. На той час М. Галину дуже допомагав його високий авторитет лікаря, хірурга, котрий здобув своєю службою у Києві та на театрі військових дій у Китаї.
29 квітня 1907 р. відбулося перше зібрання Українського наукового товариства, завданням якого було «допомагати розробленю і популяризації українською мовою різних галузей науки». Його головою був обраний М. Грушевський. Серед перших 16 членів УНТ — відомих українських вчених — був і М. Галин. З часом кількість членів товариства росла, що зумовило необхідність виділити окрему медичну секцію, яку очолив Мартирій Андрійович. Вперше за багато років у Києві пролунало повідомлення на медичну тематику українською мовою — доповідь М. Галина «Симуляція в хірургії». Протягом 1908 р. відбулося десять засідань медичної секції. В 1909 р. доктор виступив із доповідями: «Походження кил» і «Хірургічні спостереження і примітки». Всі доповіді, зроблені на засіданнях медичної секції, з часом були опубліковані в «Збірнику медичної секції УНТ в Києві» (редакційний комітет — М. А. Галин, О. Г. Черняхівський).
Члени медичної секції УНТ працювали також над питанням української медичної термінології, і вже з тих років М. Галин займався складанням термінологічного словника.
6 грудня 1912 р. Головний лікар М. А. Галин підвищений у дійсні статські радники.
18 травня 1914 р. М. Галин був переведений на посаду корпусного лікаря 21-го армійського корпусу, а Головним лікарем Київського військового госпіталю був призначений відомий лікар В. Ф. Бушуєв.
На початку Першої світової війни М. А. Галин займав посаду сінітарного інспектора 3-ї армії.
Восени 1917 р., пройшовши медичну комісію, яка підтвердила у М. Галина хронічний міокардит, він був евакуйований до Києва.
З приходом до влади П. Скоропадського, М. А. Галин призначається корпусним лікарем 4-го Київського корпусу. Одночасно йому доручається створити і очолити комісію по реорганізації Київського військового госпіталю в Український військово-медичний інститут. Проте, коли до влади прийшла Директорія УНР, діяльність комісії була припинена.
Після поразки українських визвольних змагань М. Галин, як їх активний учасник, був змушений залишити Україну.
З допомогою О. Корчак-Чепурківського і під його головуванням редакційна комісія по створенню української термінології впорядкувала та підготувала до видання «Російсько-Український медичний словник» М. Галина, який вийшов у світ у Києві в 1920 р. окремою книгою. Будучи в еміграції, Мартирій Андрійович продовжив роботу над словником. В 1926 р. за підтримки союзу українських лікарів у Чехії був виданий «Медичний латинсько-український словник». Книга була доповнена матеріалами доктора Василя Наливайка.
Про останні роки життя М. А. Галина відомо небагато. З 1920 він проживав в еміграції на своїй батьківщині в Бессарабії (м. Аккерман). Тут він брав участь у культурно-національній діяльності Південної Бессарабії, працював у товаристві «Просвіта». З 1933 р. був членом-кореспондентом Українського лікарського товариства у Львові, публікувався у виданнях Українського наукового Інституту у Берліні. В 30-х роках у виданні Українського воєнно-історичного товариства у Польщі — журналі «За державність» — вийшли його спомини «Спостереження й враження військового лікаря з часів великої війни й революції».
Помер Мартирій Андрійович Галин у Бессарабії в 1943 року на 82-му році життя.
Праці:
- О всасивании грануляционніми поверхностями. — Киев, 1887.
- О грыжах паховой области травматического происхождения. Клинические наблюдения и экспериментальное изследованіе на трупах // Летопись русской хирургии. — 1899.
- О смещении яичка под кожу паховой области // Хирургия. — 1899.
- Происхождение и диагностика искусственных грыж // Военно-медицинский журнал. — 1908.
- Про симуляції в хірургії // Записки Українського наукового товариства. — Київ, 1908.
- К вопросу об процентном соотношении грыж живота у мужчин, а также водянок брюшного отростка // Университетскте известия. — 1910.
- Походження кил, відсоткові взаємини та осібності їх // Збірник Медичної секції українського наукового товариства. — Київ, 1910.
- Хірургічні спостереження і примітки. Хробаково-паросткова кила Нук'ївого проводу // Там само.

## Територіальні особливості села

### Ойконіми
Ойконіми — це власна назва будь-якого населеного пункту. Найбільшим ойконімом є село Козацьке. Назва походить від людей, котрі заснували це село, а саме козаків, які сюди поселились, як вказує книга «Історія міст і сіл Одеської обл.», у другій половині 18 ст. але спочатку вони своє поселення назвали Червоний Байрак через те що схили балки були покриті кущами глоду. Також село мало до 1948 р. ще одну назву — Гура Рошу. Ця назва з румунської означає «червоний рот».
Таку назву селу дали через особливості схилів балки Байказії. Козацьке розташоване на глиняних схилах, причому глина яскраво-червоного кольору.
Щодо назв вулиць, то в Козацькому є такі вулиці, які більш ніде або дуже рідко зустрічаються, й мають свою історію походження назв. Це вулиці Дерибасівська, Зелена, Степова, Зарічна, Міщенко.
Дерибасівська — молода вулиця, й коли постало питання, як назвати її, то хтось жартівливо прозвав її Дерибасівською. Згодом ця назва прижилась й офіційно затвердилась.
Вул. Зелена, як пояснюють старожили, називається так тому, що колись вона мала дуже багато зелених насаджень, особливо влітку там все буяло зеленню.
Вул. Степова називається так, тому, що вона знаходиться на краю села і виходить прямо в поле, степ.
Вул. Міщенко називається в честь голови колгоспу «Україна» Федора Міщенка. Він очолював колгосп у 70-х роках. За часів його правління колгосп став мільйонером і став одним з найбагатших у районі.
Вул. Зарічна називається так, тому, що вона розташована за річкою.
Так як назви вулицям давалися в 60-ті роки XX ст. в період існування Радянського Союзу то більшість з них носили імена радянських лідерів, героїв громадянської та Другої Світової Війни. Це вулиці Радянська (нині — Центральна), Московська, Гагаріна, Свободна, Миру, Чапаєва, Котовського, Свердлова, Леніна (нині — Каштанова), Чкалова, Першотравнева, Кірова. Вулиці Кутузова й Суворова названі на честь російських полководців, Шкільна — біля школи, Колгоспна — біля ферми і виробничих потужностей колгоспу. Є й вулиці на честь українців — це вулиця Шевченка. Вулиця Садова — нагадувала сад з квітучими навколо дороги плодовими деревами.
Також важливим ойконімом села є церква Архангела Михайла. Оскільки відкриття церкви відбулося на Михайла (21 листопада), то вона й одержала таку назву.
Як і кожне село, місто, Козацьке ділиться на окремі райони також. У роки, коли в селі була румунська влада, тобто до 1940 р., село поділялось на такі райони:
1. Сиротовка.
2. Бикоза.
3. Інсус.
4. Молдавани
5. Байказія.
6. Херсон.
7. Причепилівка.

Інсус, у перекладі з румунської, означає «вверх». Таку назву район отримав напевне тому, що він розташований на дуже високому схилі балки.
Молдовани- назва р-ну походить від того, що в ньому переважно проживали румуни, молдавани, цигани.
Байказія — р-н отримав назву від найбільшої балки села — Байказії. На той час Байказія була найменшим р-ном: налічувалось до 20 подвір'їв, де жили соціалісти-революціонери, більшовики.
Херсон — назва походить від, того, що з цього боку села виходила дорога на Херсон.
Причепілівка точного походження не має. Деякі люди висловили думку, що район отримав таку назву, бо розташований при краю села, ніби «причеплений».
Після того, як прийшла радянська влада, деякі назви забулися. В 70-х р. село поділилося на такі р-ни:
1. Сиротовка.
2. Бикоза.
3. Байказія.
4. Молдавани.

У сьогоднішньому селі виділяють всього на три частини:
1. Сиротовка.
2. Бикоза.
3. Байказія.

### Гідроніми
Гідроніми — власна назва будь-якого об'єкта гідрографії, моря, озера, річки, водосховища, криниці тощо.
Найбільшим гідронімом села Козацьке є річка Байказія. Назва така походить від назви балки. Байказія відрізняється від інших річок, типових степу, для яких характерно пересихання влітку. Протягом року вона тече стабільно. Це пояснюється тим, що вона має силу-силенну приток у вигляді джерел і річок. Особливо багато приток у вигляді джерел. Через це ніхто їм не давав назв. Проте одна назва яку можна розцінювати як і гідронім, і як оронім. Справа в тому що фонтан, це і є назва, — назва території, де зосереджені дуже потужні джерела. Називається територія саме Фонтаном, тому що на рівній місцевості джерела «б'ють» вертикально. Якщо присісти поближче до джерела, то видно отвори, через які «б'є» джерело, й циркуляцію води.
Річка-притока Байказії — Діана. Назву отримала ця річка, як і Байказія, від балки.
До гідронімів також відносяться і криниці. Вони хоч і маленькі гідроніми, але дуже важливі для людей. Тому в Козацькому дуже багато криниць, яким ніхто не давав назв. Та вже ж назви п'ятьох криниць відомі.
1. Павлова.
2. Гульпова.
3. Гончарова.
4. Дірдієшева.
5. Петрова.

Походження їх назв просте: всі криниці, крім одної, називали на честь поміщиків, хазяїнів, які їх побудували. Останні дві криниці вже зрівнялися з землею. Дірдієшева криниця була розташована на території колишньої градобійні, а Петрова — в дніпровських плавнях біля красної Коси. А перші три криниці на даний час існують, і люди користуються ними. Павлова і Гульпина криниці розташовані на території села, у Куцаковій балці, а Гончарові — в балці Тарапкани, за межами села. У цій балці в 50-х, 60-х роках жив дід Сиридон, який був вмілим гончаром. До нього за його виробами дуже часто звертались люди з навколишніх сіл. Після того, як він пересилився в село Красна Коса, залишену на колишньому місці проживання криницю й прозвали Гончаровою.
На території села Козацьке є також інші водойми, такі як ставок різні відвідні канали для зрошення, але назви ці гідроніми не мають.

### Ороніми
Ороніми — це власна назва будь — якого клаптика землі, балки.
Територія Козацького дуже сильно порізана ярами і балками, вони є найпоширенішими омонімами.
Найбільшим омонімом села є балка Байказія. Про походження назви є прекрасна легенда. Колись давно люди називали цю балку Балка Зілля, за те що вона дуже сильно буяла травами. Через деякий час деякі букви повипадали і слова злилися й утворилася сьогочасна Байказія. Вона проходить через все село з північного заходу до південного сходу.
Також великим омонімом села є Куцакова балка. Походження назви, таке: раніше балкою і оточуючими землями володіли два брати, які мали прізвище Іванченки. Але в нас їх називали Куцаки, звідси і Куцакова балка. Починається балка на Півночі села й закінчується на Півдні, де впадає в балку Байказію.
Меншою балкою села є балка Тарапкани. Розташована вона за межами села на південному сході.
Північніше балки Тарапкани розташована Гайдукова балка. Слово «гайдук», у перекладі з румунської означає «пастух», «кочівник», назвали цю балку так тому, що вона раніше дуже часто була місцем зупинки пастухів, кочівників. Розташована на Сході села.
На північному сході розташована балка Діана. І балку, і річку назвали Діаною воєнні топографи, позивні цього округу були «Діана».
На півночі є ще одна балка — Валіверша. Назва походить від прізвища колишнього власника земель, у які входила й ця балка.
В Козацькому також є ще території, які мають свої назви.
Пошта — розташована по обидва боки дороги Б-Дністровський — Кишинів у районі с. Козацьке, і раніше до Другої Світової війни, тією дорогою перевозили пошту з Б-Дністровського до Кишиніва. Там був будинок, де людина, яка перевозила пошту могла відпочити, замінити коней. Зараз від тієї будівлі нічого не залишилось.
Табор — територія, де зараз розташовані господарські будинки колгоспу «Україна». Раніше, в 60-ті роки, на цій території села була (на час посівів) розташована МТС. Звідси таку назву дали люди — табор (від українського «табір»).
Попівські землі — це назва колишніх церковних земель, володарями яких були попи, священики. Звідси і назва. Попівські землі розташовані в південному напрямку від села, по праву сторону від перехрестя доріг Б-Дністровський — Кишинів, Одеса — Рені.
Землі Ангела названі на честь їх колишнього володаря, який мав прізвище Ангел. Земля розташована в південно — західному напрямку від Козацького, біля Зеленівки.
Також є назва своєрідного п'ятачка — Хрест. Раніше, ще за управління Румунії, тут горів постійно вогонь, біля установленого поряд хреста. Цей вогонь був своєрідним орієнтиром.
На території Козацького є такі важливі об'єкти для військових — воєнні репери. Було чотири колись існуючих репера, із яких три зараз існують. Один з них представлений дуже високою тополею, якій близько ста років. Два інших репери — це невисокі, до 1 м й неширокі бетонні споруди. Один з них був установлений ще за часів румунської влади, до Першої Світової війни. Другий репер був установлений радянською владою, років п'ятдесят тому. Також раніше був дійсний й четвертий репер — трьохсотлітній дуб. Але в 50-х роках колгосп «Україна» спиляв його. І за це деяких людей, які віддали наказ спиляти, заарештували і покарали.
У 2008 році громадськість села відзначала 200-річчя з дня заснування. Сільською громадою разом з районними органами влади розроблений план заходів по благоустрою села, реконструкції водогону, ремонту Будинку Культури, школи, дитсадка. Сільською Радою запроваджено ініціативу «Садиба зракового порядку» по облаштуванню садиб і будинків жителями села.

## Фотографії
|  |  |  |  |

|  |  |  |  |

|  |  |  |  |

|  |  |  |  |